# St.-Leonhards-Kapelle (Scheer)

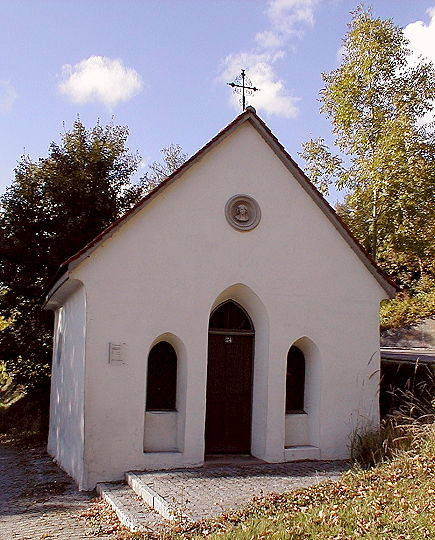
Vorderansicht der St.-Leonhards-Kapelle von Scheer

Die St.-Leonards-Kapelle in Scheer im Landkreis Sigmaringen steht unterhalb der Loretokapelle bei der Abzweigung an der Straße nach Hitzkofen. 

## Baugeschichte
Der Erbauer ist unbekannt.       
Möglicherweise steht die Kapelle im Zusammenhang mit der im Jahre 1468 von Graf Eberhardt von Württemberg gestifteten St.-Leonhards-Kaplanei, die in der Stadtpfarrkirche einen Altar mit eigener Pfründe hatte. Urkundlich erwähnt wird sie 1616, damals wurde der St.-Georgs-Pfleger aufgefordert, die Kapelle herzurichten, da sie sich in einem schlechten Zustand befinde.

### Renovierungen, Umbauten
Im 18. Jahrhundert wurde eine Lourdesgrotte eingebaut. 2008 wurde die Leonhardkapelle grundlegend renoviert. Die beiden Heiligenfiguren (Barbara und Katharina) wurden originalgetreu nachgebildet. Alle übrigen Einbauten wurden in den Originalzustand gebracht. Die ganze Kapelle wurde gereinigt und die schadhaften Stellen nachgemalt.

## Sehenswertes
Zwei spätgotische Figuren, St. Barbara und St. Katharina.   
Die beiden Figuren wurden jedoch wegen ihres hohen Kunstwertes an diebessicherer Stelle aufbewahrt.
Koordinaten: 48° 4′ 36″ N, 9° 17′ 43″ O